# Gleby brunatne właściwe
Gleby brunatne właściwe – charakteryzują się odczynem obojętnym lub w południowych rejonach nawet słabo alkalicznym. Struktura poziomu próchnicznego jest wyraźnie wykształcona i w znacznym procencie wodoodporna, co stwarza korzystne warunki dla rozwoju systemu korzeniowego roślin uprawnych. Gleby brunatne właściwe powstają z utworów bogatych w zasady. Charakteryzują się wymyciem węglanów do głębokości 60–80 cm oraz brakiem przemieszczania frakcji ilastej, wolnego żelaza, glinu. Mamy gleby eutroficzne (charakteryzujące się odczynem słabo kwaśnym do obojętnego oraz wysyceniem kompleksu sorpcyjnego powyżej 60%) oraz gleby mezotroficzne o odczynie kwaśnym do słabo kwaśnego, gdzie wysycenie zasadami kompleksu sorpcyjnego sięga 30-50%.
Gleby brunatne właściwe mają charakterystyczną budowę profilu glebowego O-A-Bbr-Cca, a w glebach uprawnych Ap-Bbr-Cca. Poziom próchniczy ma miąższość od 15 do 30 cm.
Gleby te stanowią 25% gleb na terytorium Polski.
Występują w klimacie umiarkowanym – oceanicznym, głównie pod lasami liściastymi i mieszanymi, w Europie Zachodniej i Południowej, Korei, Japonii, Południowej Afryce i Wschodniej Australii. Możliwość uprawy roślin zbożowych i okopowych, jednak konieczne jest intensywne nawożenie.